# Кланът на пещерната мечка (роман)
Кланът на пещерната мечка (на английски: The Clan of the Cave Bear) е първият роман на американската писателка Джийн Оел, издаден през 1980 година. Романът е първата книга от поредицата на писателката, посветена на живота на праисторическия човек, озаглавена „Децата на земята“.
През 1986 година е създаден игрален филм със същото име, сценарият на който е написан от Джийн Оел, режисьор е Майкъл Чапман а в главната роля е Дарил Хана.